# Elizabeth Dole
Mary Elizabeth Alexander Dole, nata Hanford, detta Liddy (Salisbury, 29 luglio 1936), è una politica statunitense, membro del Partito Repubblicano, collaboratrice delle amministrazioni Reagan e Bush Sr., senatrice della Carolina del Nord dal 2003 al 2009, nonché vedova del politico Bob Dole.

## Biografia
Nata e cresciuta nella Carolina del Nord, Elizabeth Hanford si laureò in legge ad Harvard e nel 1972 conobbe il senatore repubblicano Bob Dole, che sposò tre anni dopo. La coppia non ebbe figli, sebbene Bob avesse una figlia dal primo matrimonio.
Già dagli anni sessanta, la Dole lavorava alla Casa Bianca e dopo aver ricoperto alcuni incarichi di rilievo, nel 1983 il Presidente Reagan la nominò Segretario dei Trasporti.
Nel 1989 George H. W. Bush la volle come suo Segretario del Lavoro; la donna lasciò il posto poco più di un anno dopo, per assumere la carica di presidentessa della Croce Rossa Americana, dove rimase dal 1991 al 1999, quando cioè abbandonò l'incarico per concorrere alla presidenza degli Stati Uniti, classificandosi però terza nelle primarie del Partito Repubblicano, dopo il futuro Presidente George W. Bush e l'editore Steve Forbes.
Nel 2002 si candidò al Senato e riuscì ad essere eletta, tuttavia sei anni dopo chiese un altro mandato e venne sconfitta con ampio margine dall'avversaria democratica Kay Hagan.
Ideologicamente, la Dole si configura come un'accanita conservatrice, anche più di suo marito Bob.